# Nils Johan Berlin
Nils Johan Berlin (Hernosândia, 18 de fevereiro de 1812 – Estocolmo, 27 de dezembro de 1891) foi um químico e médico sueco. Foi professor de química da Universidade de Lund em 1845. Em 1862 a universidade lhe ofereceu uma posição no departamento de medicina, que ele aceitou. Berlin foi eleito membro da Academia Real das Ciências da Suécia em 1844. O mineral berlinita é denominado em sua homenagem.
Participou do Congresso de Karlsruhe de 1860.